# 第10弦乐四重奏 (贝多芬)
E♭大调第10弦乐四重奏《竖琴》是路德维希·范·贝多芬第74號作品，作于1809年的四乐章弦乐四重奏，也是其中期的代表作。别称《竖琴》源于第一乐章的拨弦乐段。全曲时长约35分钟。

## 分析
本曲四樂章如下：
1. Poco adagio - Allegro
2. Adagio ma non troppo
3. Presto - Più presto quasi prestissimo
4. Allegretto con variazioni

## 錄音推薦
- Alban Berg Quartett.  Vol. 1. EMI Records Ltd. 1993. Barcode 077775458725.

## 參看
- 贝多芬中期弦乐四重奏

## 外部連結
- 貝多芬第10號弦樂四重奏：国际乐谱典藏计划上的乐谱